# 瀬下秀夫
瀬下 秀夫（せしも ひでお、1864年10月6日（元治元年9月6日） - 1918年（大正7年）2月7日）は、日本の政治家。衆議院議員（2期）。

## 経歴
山形県出身。1880年、私立米沢中学校(現・山形県立米沢興譲館高等学校)卒。武蔵野鉄道(株)専務取締役、皇国興業(株)取締役となるほか、牧畜業を営む。
1903年の第8回衆議院議員総選挙において米沢市選挙区から立憲政友会公認で立候補して当選した。つづく1904年の第9回衆議院議員総選挙でも再選した。衆議院議員を2期務め、1908年の第10回衆議院議員総選挙には出馬しなかった。1925年死去。